# Cyphomyrmex foxi
Cyphomyrmex foxi é uma espécie de inseto do gênero Cyphomyrmex, pertencente à família Formicidae.